# Sam Abouo
Dominique Sam Abouo (ur. 26 grudnia 1973 w Abidżanie) – piłkarz z Wybrzeża Kości Słoniowej, występujący podczas kariery na pozycji obrońcy.

## Kariera piłkarska
Dominique Sam Abouo rozpoczął karierę w ASEC Mimosas w 1990 roku. Z ASEC trzykrotnie zdobył mistrzostwo Wybrzeża Kości Słoniowej w 1991, 1992, 1993. W sezonie 1993-1994 był zawodnikiem AS Monaco, lecz występował jedynie w rezerwach tego klubu.
W latach 1994–1998 występował w Arabii Saudyjskiej w An-Nassr. Po powrocie do ASEC zdobył z nim kolejne mistrzostwo WKS oraz Afrykańską Ligę Mistrzów w 1998 roku. W 1998 roku wyjechał do Belgii do pierwszoligowego KSC Lokeren. W sezonie 2000-2001 występował w Turcji w Siirtspor. Po powrocie do Belgii w 2001 występował jeszcze w KFC Verbroedering Geel i KFC Racing Mol-Wezel, w którym zakończył karierę w 2003.

## Kariera reprezentacyjna
Sam Abouo występował w reprezentacji Wybrzeża Kości Słoniowej. W 1992 roku uczestniczył w największym sukcesie w historii WKS w postaci zdobycia Pucharu Narodów Afryki. Na tej imprezie Abouo wystąpił we wszystkich pięciu meczach z Algierią, Kongo, Zambią, Kamerunem oraz finałowym z Ghaną, w którym strzelił bramkę w serii rzutów karnych. W tym roku wystąpił w pierwszej edycji Pucharu Konfederacji, który nosił wówczas nazwę Pucharu Króla Fahda. Na tym turnieju po porażkach z Argentyną i reprezentację USA (bramka) Wybrzeże Kości Słoniowej zajęło ostatnie, czwarte miejsce. Abouo wystąpił tylko w meczu z Argentyną, w którym w 51 min. został usunięty z boiska. W 1992 i 1993 uczestniczył w przegranych eliminacjach do Mistrzostw Świata 1994.
W 1994 po raz drugi wystąpił w Pucharze Narodów Afryki, na którym WKS zdobyło brązowy medal. Na tym turnieju wystąpił w pięciu meczach z Sierra Leone, Zambią, Ghaną, Nigerią i Mali (bramka). W 2000 roku po raz trzeci wystąpił w Pucharze Narodów Afryki, na którym WKS odpadło w fazie grupowej. Na tym turnieju Abouo wystąpił w dwóch meczach z Kamerunem i Ghaną. W 2000 uczestniczył w przegranych eliminacjach do Mistrzostw Świata 2002.